# Rio Changuinola
O Rio Changuinola é um rio centro-americano que banha o Panamá.